# 崔哲瀚
崔 哲瀚（チェ・チョルハン、さい てつかん、최철한、1985年3月12日 - ）は、韓国の囲碁棋士。ソウル出身、韓国棋院所属、権甲龍七段門下、九段。中環杯世界囲碁選手権戦など世界戦優勝2回など。非常に攻撃的な棋風で渾名は「毒蛇」。

## 経歴
權甲龍道場で李世乭らとともに囲碁を学ぶ。1997年に12歳で初段。2000年に15歳三段で農心杯代表選手となり、3人抜きする。2001年三段で王位戦リーグ入り。2002年四段で、第1期KT杯戦で決勝に進出し、曺薫鉉に1-2で敗れ準優勝。2003年、天元戦に優勝し六段昇段。2004年、国手戦に優勝し七段昇段。続いて同年、棋聖戦に優勝し、八段昇段。同年のトヨタ&デンソー杯囲碁世界王座戦ではベスト4に進出、応昌期杯世界選手権で準優勝。同年九段、韓国外国語大学校日本語科入学。2005年の中環杯世界選手権では、決勝で李世乭を破って、世界戦初優勝。2008年第1回ワールドマインドスポーツゲームズで団体戦韓国メンバーとして出場し優勝。2009年応昌期杯で、決勝で李昌鎬を3-1で破り優勝。
2010年、アジア競技大会男女ペア戦で金侖映とのペアで銅メダル、男子団体戦金メダル。2010-11年の農心杯で副将で出場し、4人抜きで韓国優勝をもたらした。2012年、女流棋士の尹智煕三段と結婚。
2015年、韓国史上7人目の1000勝達成。
韓国囲碁リーグでは、2005年宝海チームなどで出場、2009年からは真露チーム主将。2009年から中国甲級リーグに西安チームで出場。韓国囲碁棋士ランキングでは、2009年11月に1位。

## タイトル歴
国際棋戦
- 中環杯世界囲碁選手権戦 2005年
- 応昌期杯世界プロ囲碁選手権戦 2009年
- スポーツアコードワールドマインドゲームズ 男子個人戦 2013年、男女ペア戦 2013年（崔精とペア）
- 瓷都論道嶺峰対決 2013年 ○陳耀燁

国内棋戦
- バッカス杯天元戦 2003-04、11-12年
- 国手戦 2004-05、11年
- 棋聖戦 2004年
- GSカルテックス杯プロ棋戦 2005年
- マキシムコーヒー杯入神連勝最強戦 2009、10、15年
- 圓益杯十段戦 2012年
- 名人戦 2013年

### その他の棋歴

#### 国際棋戦
- ワールドマインドスポーツゲームズ 男子団体戦優勝 2008年
- アジア競技大会 2010年男女ペア戦3位、男子団体戦優勝
- 応昌期杯世界プロ囲碁選手権戦 準優勝 2004年
- 世界囲碁選手権富士通杯 準優勝 2005年、3位 2006年、ベスト8 2004年
- トヨタ&デンソー杯囲碁世界王座戦 ベスト4 2004年
- 三星火災杯世界オープン戦 ベスト4 2005、12年、ベスト8 2004年
- LG杯世界棋王戦 ベスト4 2012年（17期）、2014年、ベスト8 2017年
- 百霊愛透杯世界囲碁オープン戦 ベスト8 2014年
- 中韓天元対抗戦 2011年 1-2 陳耀燁、2012年 1-2 陳耀燁
- スポーツアコードワールドマインドゲームズ 2011年男子団体戦2位、男女ペア戦2位（金惠敏とペア）
- 農心辛ラーメン杯世界囲碁最強戦
  - 2000年 3-1（○余平、○王銘琬、○劉菁、×小林覚）
  - 2001年 2-1（○邵煒剛、○小林光一、×羅洗河）
  - 2004年 2-1（○彭筌、×趙治勲）
  - 2006年 0-1（×彭筌）
  - 2010-11年 4-0（○高尾紳路、○周睿羊、○結城聡、○孔傑）
  - 2012-13年 3-1（○王檄、○村川大介、○陳耀燁、×謝赫）
  - 2013-14年 0-1（×陳耀燁）
  - 2015年 2-1（○鄔光亜、伊田篤史、×古力）
- CSK杯囲碁アジア対抗戦
  - 2004年 2-1（○林海峰、○山下敬吾、×孔傑）
  - 2005年 3-0（○王銘琬、×依田紀基、×王磊 (囲碁)）
  - 2006年 1-2（○河野臨、×張栩、×謝赫）
- 招商地産杯中韓囲棋団体対抗戦
  - 2011年 2-0（○周睿羊、○古力）
  - 2012年 1-1（×時越、○范廷鈺）
  - 2013年 1-1（○范廷鈺、×柁嘉熹）
  - 2014年 0-2（×時越、×唐韋星）
- 珠鋼杯世界囲碁団体選手権 優勝 2013年
- 国手山脈杯国際囲棋戦韓中対抗戦 2015年 1-2（×柁嘉熹、○范廷鈺、×羋昱廷）
- ペア碁ワールドカップ 2016年4位（呉侑珍とペア）
- 金竜城杯世界囲碁団体選手権 2015年 3位

#### 国内棋戦
- KT杯マスターズプロ棋戦 準優勝 2002年
- 電子ランド杯王中王戦 準優勝 2005年
- KBS杯バドゥク王戦 準優勝 2006年
- マキシムコーヒー杯入神連勝最強戦 準優勝 2006、12年
- GSカルテックス杯プロ棋戦 準優勝 2006 、14、15年
- 棋聖戦 挑戦者 2007年
- 国手戦 挑戦者 2011年(55期)、2012年
- OllehKT杯オープン選手権 準優勝 2012年
- バッカス杯天元戦準優勝 2013、14年
- SG杯ペア碁最強戦 準優勝 2015年（尹智煕とペア）、2017年（呉政娥とペア）
- 韓国囲碁リーグ
  - 2004年（新星建設）5-2
  - 2005年（宝海）5-2
  - 2006年（GS KIXX、優勝）12-2、MVP
  - 2007年（慶北ワールド建設）6-8
  - 2008年（第一火災）11-3 最多勝、ポストシーズン1-1
  - 2009年（首爾真露）9-3
  - 2010年（首爾真露）10-6
  - 2011年（首爾真露）11-3
  - 2012年（SKエネルギー）11-5
  - 2013年（SKエネルギー）7-5-1
  - 2014年（華城市コリー）8-4
  - 2015年（華城市コリー）
  - 2016年（ポスコケムテク）9-6
  - 2017年（ポスコケムテク）9-7

中国棋戦
- 中国囲棋甲級リーグ戦
  - 2009年（西安曲江）9-3
  - 2010年（西安曲江）7-2
  - 2011年（西安曲江）10-6
  - 2012年（西安曲江）10-4
  - 2013年（西安曲江）15-3
  - 2014年（西安曲江）7-7
  - 2015年（珠海万山）1-4
  - 2016年（成都興業銀行）12-6
  - 2017年（成都園丁控股）9-3